# Биакс

Устройство и принцип работы биакса в качестве элемента памяти.
1. Провод записи.
2. Провод (обмотка) считывания.
3. Провод опроса.
4. Перегородка между отверстиями.
5. Магнитная индукция вокруг нижнего отверстия при опросе состояния.
6. Магнитная индукция вокруг нижнего отверстия в исходном состоянии.
7. Магнитная индукция вокруг верхнего отверстия в исходном состоянии и при хранении "0".
8. Магнитная индукция вокруг верхнего отверстия в исходном состоянии и при хранении "1".
9. Магнитная индукция вокруг верхнего отверстия при опросе состояния и при хранении "0".
10. Магнитная индукция вокруг верхнего отверстия при опросе состояния и при хранении "1".

Биа́кс (от лат. bis — дважды, лат. axis — ось) — ферритовый магнитотвёрдый запоминающий элемент с разветвленным магнитопроводом, в котором магнитные потоки замыкаются вокруг двух взаимно перпендикулярных отверстий с пересекающимися осями. В отличие от запоминающих устройств на ферритовых кольцах элемент позволяет многократно считывать записанную информацию без её разрушения и не требует регенерации информации.

## Принципы работы
Запись информации производится подачей импульса тока прямого или обратного направления в провод записи (1, см. рисунок), амплитуда тока записи достаточна для намагничивания до насыщения кольцевого магнитопровода, охватывающего верхнее по рисунку отверстие. Направление тока записи определяет записанный бит — 0 или 1. Допустим, была произведена запись 0, при этом остаточный магнитный поток {\displaystyle B_{1}}, охватывающий верхнее отверстие в магнитопроводе, направлен против часовой стрелки. Стенки, окружающие нижнее отверстие, исходно тоже намагничены до насыщения с индукцией {\displaystyle B_{2}}. Магнитные потоки, охватывающие отверстия, суммируются в перемычке между отверстиями (4) и суммарная индукция в этой перемычке будет при отсутствии токов в обмотках равна {\displaystyle B_{12}}. При считывании в обмотку опроса (3) подаётся импульс тока, стремящийся намагнитить магнитопровод, охватывающий нижнее отверстие, в направлении остаточной индукции, то есть при считывании полярность импульсов тока всегда одинаковая. Подача импульса опроса увеличивает исходную индукцию (6) вокруг нижнего отверстия на величину {\displaystyle \Delta B_{rd}} (5). Так как перемычка в отсутствие токов намагничена до насыщения, то подача импульса опроса не может изменить модуль индукции в перемычке и изменяет лишь его направление на угол {\displaystyle \varphi }. Этот поворот вектора индукции изменяет модуль индукции потока верхнего отверстия и он изменяется от значения {\displaystyle B_{0}} (7) до величины {\displaystyle B_{0rd}} (9), таким образом индукция магнитного потока, охватывающего верхнее отверстие, изменяется на величину {\displaystyle \Delta B_{0}}. Это изменение потока наводит импульс ЭДС в обмотке считывания (2).
Если исходно индукция верхнего отверстия была направлена по часовой стрелке, то есть в биаксе хранилась 1, то подача импульса опроса изменит индукцию верхнего отверстия на {\displaystyle \Delta B_{1}} (8, 10). Так как приращения индукции при считывании 0 и 1 имеют разные знаки, то и полярность импульса ЭДС при чтении зависит от исходного направления индукции верхнего отверстия — по или против часовой стрелки, интерпретируемые как хранимые 0 или 1.
При чтении, после снятия импульса чтения, направление и величина индукции верхнего отверстия автоматически возвращается к исходной (7 или 8), то есть чтение информации производится без её разрушения и память на биаксах не требует цикла регенерации после чтения. Это снижает длительность цикла обращения к памяти и увеличивает её быстродействие.

## Применение
Применялся в долговременных запоминающих устройствах на магнитных сердечниках с быстрой сменой информации, где допускается медленная запись. Частота обращения при записи составляет 200—300 кГц, а при считывании 2—5 МГц. Использовался, в частности, в некоторых ЭВМ семейства БЭСМ и бортовых компьютерах летательных аппаратов.
Сейчас память на биаксах вытеснена другими типами памяти и представляет только исторический интерес.